# Esferoide prolat

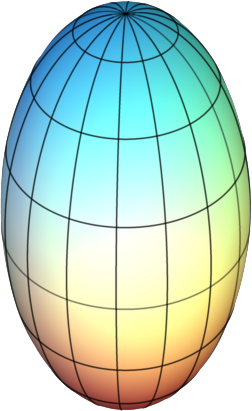
Un esferoide prolat

Un esferoide prolat és un esferoide en el que el diàmetre polar és més llarg que el diàmetre de l'equador. La seva forma suggereix la de la pilota de rugbi o futbol americà.
L'esferoide prolat, com l'esferoide oblat, són formes comunes en el cossos celestes com en alguns satèl·lits del sistema solar.